# Isaque Bahiense
Isaque Bahiense é um competidor e professor campeão mundial faixa-preta de jiu-jitsu brasileiro e fundador do Dream Art Project. Ele já havia treinado na Alliance Jiu Jitsu anteriormente. Seus alunos campeões mundiais incluem Anna Rodrigues.
1. ↑  https://www.bjjheroes.com/bjj-fighters/isaque-bahiense